# Piatra (okręg Marmarosz)
Piatra (ukr. Каминиця, Kamynycia) – wieś w Rumunii, w okręgu Marmarosz, w gminie Remeți. W 2011 roku liczyła 379 mieszkańców.